# Listed
Listed är en tidigare tätort i Bornholms regionkommun i Region Hovedstaden i östra Danmark. Den ligger på den nordöstra delen av ön Bornholm och hade 210 invånare den 1 januari 2017.  Närmaste större samhälle är staden Nexø, nio kilometer söder om Listed.